# Somorjai Tibor
Somorjai Tibor (Budapest, 1979. június 24. –) magyar színész, casting director és producer.

## Élete
1998 és 2001 között a Barátok közt című napi sorozatban az Ábrahám Edit által megszemélyesített Berényi Claudia fiát, Ákost játszotta. 2005-ben a Jóban Rosszban, és 2006-ban az Egy rém rendes család Budapesten című sorozat szereplőit kiválasztó, castingot Somorjai Tibor felügyelte. 2007-ben feltűnt a Jóban Rosszban sorozat Kornéljaként. 2008-ban a Hal a tortán című főzőshow-ban szerepelt egy héten át. Szinkronszerepeket is vállal. (Bár azok leginkább különféle dalok playbackjei).[forrás?] Rendszeresen szerepel színházban.

## Filmjei színészként
- Barátok közt (1998–2001) (1.-1149. rész); (Berényi Ákos)
- Jóban Rosszban (2007–2008); (Kornél)
- A pénzes zsák
- Édes kés